# 山形県立鶴岡中央高等学校
山形県立鶴岡中央高等学校（やまがたけんりつ つるおかちゅうおうこうとうがっこう）は、山形県鶴岡市大宝寺字日本国にある県立高等学校。

## 概要
1998年、鶴岡西高校（普通科、事務科、商業科）と鶴岡家政高校（家政科、被服科）を統合し、総合学科を主体とする新たな高校として設置された。全日制の課程の普通科と総合学科を有し、学年あたり各科4クラスずつの体制である。また、同市温海片淵にある山形県立鶴岡中央高等学校温海校が分校となっている（平成22年度募集終了、平成24年閉校）。
鶴岡市中心部の北東寄りに位置し、最寄り駅の鶴岡駅より徒歩10分。庄内地方では2校だけの総合学科を有する高校として幅広い教育を行っており、特に2学期制（前期、後期）の採用や普通科を含めた単位制の実施という特色がある。校内には弓道場、テニスコートがあり体育館は二階建てになっており、1階はピロティと剣道場、卓球場と柔道場がある。
総合学科での3年間の集大成である課題研究発表会は開校から平成19年までは本校の体育館で開催していたが、10周年という節目の年に鶴岡市役所の隣の鶴岡市文化会館で開催されている。開催時期は12月下旬で半日である。
選ばれた生徒のみ、隣接する慶應義塾大学先端生命科学研究所の研究助手になれる交流プログラムが例年開催されている。卒業生の中には、生命科学の研究をしてみたいと思い、助手の実績を認められて、AO入試を通じて慶應義塾大学に合格した生徒も存在する。

## 沿革
- 1998年 - 山形県立鶴岡西高等学校と山形県立鶴岡家政高等学校を廃し、両校を統合する形で山形県立鶴岡中央高等学校開校。鶴岡家政高等学校は、1910年（明治43年）に鶴岡高等女学校の裁縫教師であった伊藤鶴代が、鶴岡の基幹産業であった絹織物の技術者育成のため、高等女学校卒業者を対象に裁縫と一般教養を教える私塾を退職後に設立したのが始まりである。のちに小学校卒業者も入学できる私立裁縫学校となり、幾度か名称変更の末、県立鶴岡家政高等学校となった[1]。
- 2002年 - 鶴岡中央高等学校の分校として山形県立温海高等学校が山形県立鶴岡中央高等学校温海校に名称変更。
- 2012年 - 神戸夙川学院大学において開かれた第4回観光甲子園にてグランプリ（観光庁長官賞）を受賞。

## 設置学科
- 普通科（理系、文系）
- 総合学科（国際交流系列、情報科学系列、家政科学系列、社会福祉系列、美術・デザイン系列）

## 部活動
| 運動系 - 陸上競技 - バスケットボール - ソフトテニス - ラグビー - 剣道 - バレーボール - ソフトボール - サッカー - バドミントン - 野球 - 卓球 - 新体操 - 柔道 - 弓道 - アーチェリー - ウェイトリフティング | 文化系 - 吹奏楽 - 合唱 - 美術 - 書道 - 演劇 - 華道 - 茶道 - 天魄太鼓 - ボランティア・インターアクト - 調理 - テクニカルビジネス |

## 著名な出身者
- 長南亮（旧鶴岡西高卒業）　総合格闘家
- 青羽剛（旧鶴岡西高卒業）　劇団四季
- 池川敬司（旧鶴岡西高卒業）　大阪教育大学名誉教授
- 林猛（旧鶴岡西高卒業）　武蔵野学院大学教授
- 北岡ひろし（旧鶴岡西高校中退）　演歌歌手
- 宮間英介（旧鶴岡西高卒業）　作曲家、
- 下山淳（旧鶴岡西高卒業）ミュージシャン
- 齋藤勁吾　漫画家